# Устье Харюзово
Устье Харюзово — посёлок в Кичменгско-Городецком районе Вологодской области.
Расположен на реке Ёнтала. Входит в состав Енангского сельского поселения (с 1 января 2006 года по 1 апреля 2013 года входил в Верхнеентальское сельское поселение), с точки зрения административно-территориального деления — в Верхнеентальский сельсовет.
Расстояние до районного центра Кичменгского Городка по автодороге составляет 95 км, до центра муниципального образования Нижнего Енангска по прямой — 28 км. Ближайшие населённые пункты — Паново, Серебрянка, Малая Княжая.
Население по данным переписи 2002 года — 181 человек (90 мужчин, 91 женщина). Преобладающая национальность — русские (99 %).